# Medizinische Universität Posen

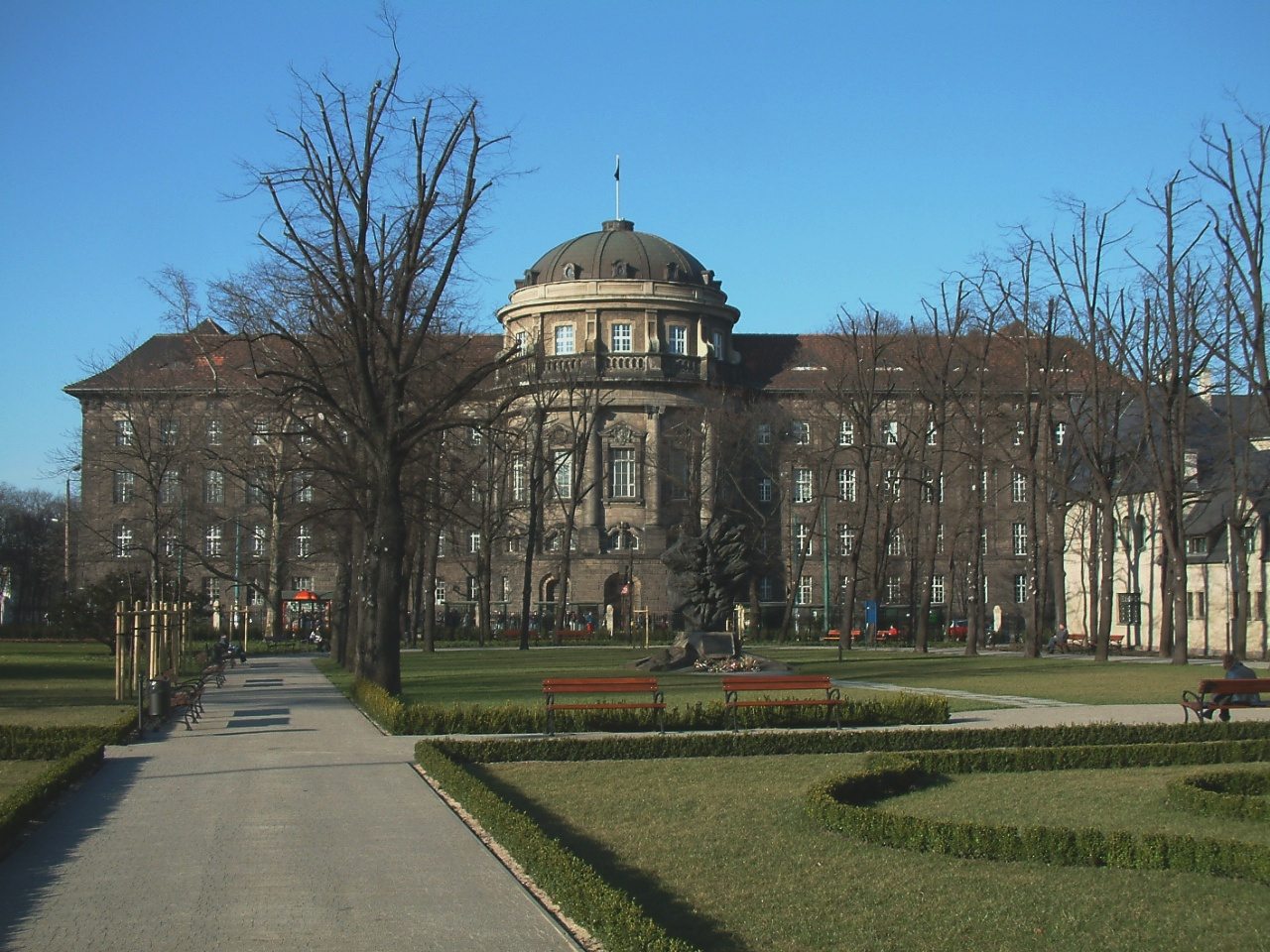
Gebäude des Collegium Maius

Die Medizinische Universität Posen „Karol Marcinkowski“ (polnisch: Uniwersytet Medyczny im. Karola Marcinkowskiego w Poznaniu) ist eine 1950 gegründete Medizinische Universität in der polnischen Stadt Posen mit 4 Fakultäten und rund 8.000 Studenten. Rektor der Universität ist Andrzej Tykarski.
Benannt ist sie nach dem Arzt und polnischen Patrioten Karol Marcinkowski.